# Limbă (comunicare)

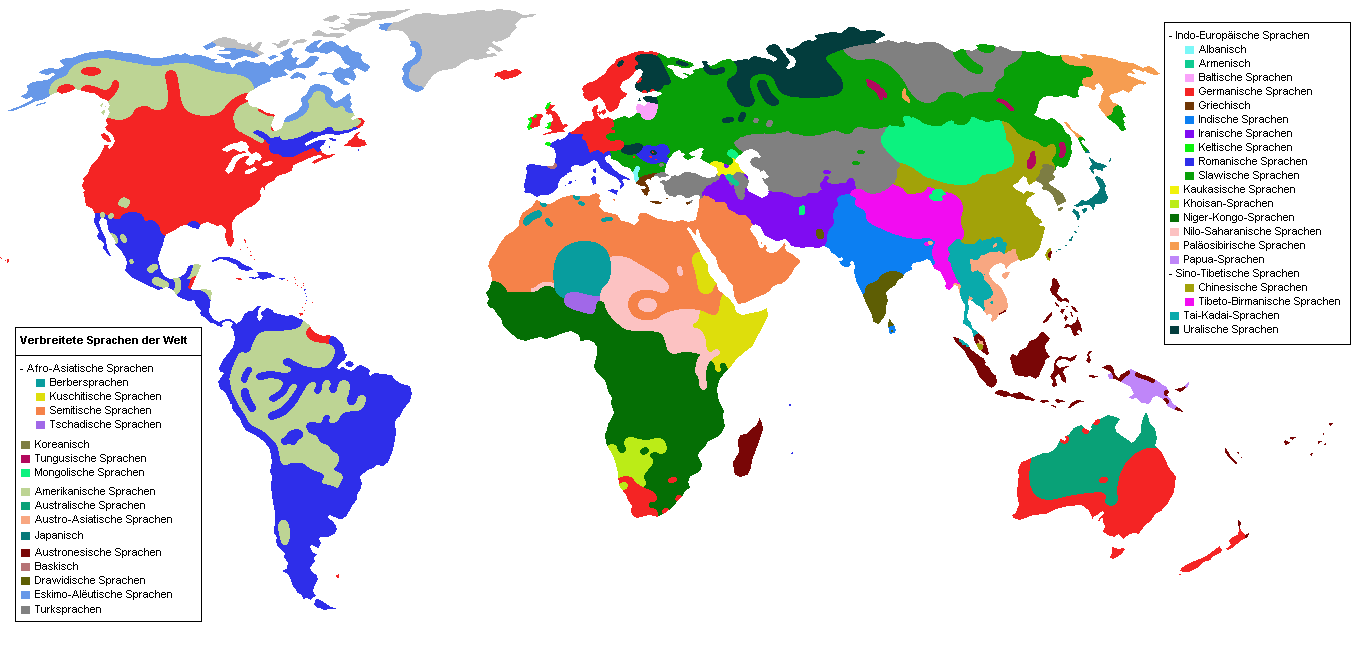
Limbile lumii (Germană)

O limbă reprezintă un sistem abstract, complex, de comunicare verbală între oameni. Limba mai poate fi și un sistem imaginar de comunicare verbală între ființe extraterestre inteligente, tot imaginare. În afară de forma orală (limba vorbită, exprimată cu ajutorul vocii), bazată pe articularea de sunete, limbile actuale au în general și o formă grafică, limba scrisă.
La baza oricărei limbi se află cuvântul ca unitate elementară de transmitere a unui înțeles. Conceptele comunicate prin cuvinte pot fi: obiecte reale, ființe, locuri, calități, acțiuni (atât reale cât și imaginare), moduri de acțiune, idei, stări, poziționări în spațiu și timp, etc.
În limbile vorbite, cuvintele se compun din șiruri de foneme (sunete elementare) articulate succesiv. Limbile scrise folosesc simboluri grafice (litere, ideograme, caractere silabice, etc.) care reprezintă fie sunete din limba vorbită respectivă, fie înțelesuri. În urma evoluției limbilor este posibil ca scrierea să nu mai reflecte fidel pronunția actuală, respectiv sensul actual al cuvântului vorbit.
Limbile pot fi analizate din următoarele puncte de vedere: vocabular, pronunție, (set de foneme, intonație, ritm, accent), modul de combinare și flexionare a cuvintelor (gramatică), și modul de scriere (ortografie).
Știința care se ocupă cu studiul limbilor se numește lingvistică, iar cei ce studiază una sau mai multe limbi în mod științific se numesc lingviști. Lingviștii, la rândul lor, sunt adesea specializați, studiind doar gramatica, pronunția, dialectele, evoluția, aria de răspândire a limbii respective, relația cu alte limbi, rolul limbii în psihologie, societate, etc.
Este extrem de important a se menționa că limbajul vorbit și cel scris reprezintă una din cele mai mari invenții abstracte, colective ale omului. În absența limbii modul de gândire, relațiile dintre oameni, transmiterea de informații, și în general tot ce înseamnă civilizația umană ar fi avut cu totul alt destin.
Distincția între o limbă și alta poate fi deseori dificilă. Chomsky (1986) a arătat de exemplu că anumite dialecte ale limbii germane sunt foarte apropiate de limba olandeză și nu sunt înțelese de alți vorbitori ai limbii germane standard, așa-numita Hochdeutsch.
Majoritatea limbilor au evoluat pe cale naturală din "proto-limbi" care reprezintă strămoșul comun al acelor limbi, aparținând aceleiași familii de limbi (de exemplu limbile indo-europene).
Există și limbi artificiale, precum esperanto care au fost create pentru a fi ușor de învățat și utilizate ca a doua limbă. Anumiți lingviști, precum J.R.R. Tolkien, au creat limbi fantastice, deseori doar cu scop literar. Una din limbile lui Tolkien se numește quenya și include alfabet și pronunție proprie.
Un studiu arată că cea mai răspândită limbă este chineza (care este vorbită de peste 1,1 miliarde de oameni), apoi următoarea este engleza (fiind vorbită de cca 800 de milioane de persoane. Pentru 330 de milioane dintre aceștia, engleza este limba maternă: cca 270 de milioane în SUA și 60 de milioane în Marea Britanie.

## Limbă și comunicare
Stilul unei limbi reprezintă modul în care sunt utilizate resursele acesteia (lexicale, fonetice, morfologice, sintactice și topice) și care caracterizează un vorbitor sau o colectivitate.
Există două mari categorii ale stilului:
- stilul individual
- stilurile funcționale.

Stilul individual se caracterizează printr-un mare grad de reflexibilitate, aflat în raport invers proporțional cu tranzitivitatea limbajului.
Utilizarea individuală a limbii este marcată de subiectivitate, participare afectivă a emițătorului, generând trei registre stilistice: neutru, solemn și familiar.
Există cinci stiluri funcționale:
- stilul beletristic (artistic)
- stilul științific
- stilul administrativ sau oficial
- stilul publicistic
- stilul colocvial sau familiar.

### Stilul beletristic
Stilul beletristic se folosește în operele literare și prezintă următoarele trăsături:
- utilizarea termenilor în sens figurat;
- o mare complexitate, dată fiind diversitatea operelor literare;
- bogăția elementelor lexicale: termeni regionali, arhaisme, neologisme, termeni de jargon, argou etc.;
- extinderea semnatică prin utilizarea sinonimiei și a polisemiei unor termeni;
- întărirea reliefului enunțului prin abateri de la uzul curent al limbii.

### Stilul științific
Stilul științific se utilizează în lucrările științifice și prezintă următoarele caracteristici:
- utilizarea unor noțiuni și teorii științifice exacte;
- utilizarea unor neologisme din lexicul propiu oricărei științe;
- folosirea cuvintelor monosemantice;
- claritatea exprimării, precizie, corectitudine;
- utilizarea sensului propriu a cuvântului;
- un grad mare de tranzitivitate;
- fiecare domeniu științific își are propriul vocabular.

### Stilul administrativ
Stilul administrativ se utilizează în documente oficiale (cereri, rapoarte, procese-verbale, referate, curriculum vitae), în documente referitoare la activitatea unor instituții sau în relațiile administrative, politice, juridice etc.
Se caracterizează prin:
- precizia și concizia exprimării;
- caracterul neutru al registrului lingvistic.